# Åsa Bergman

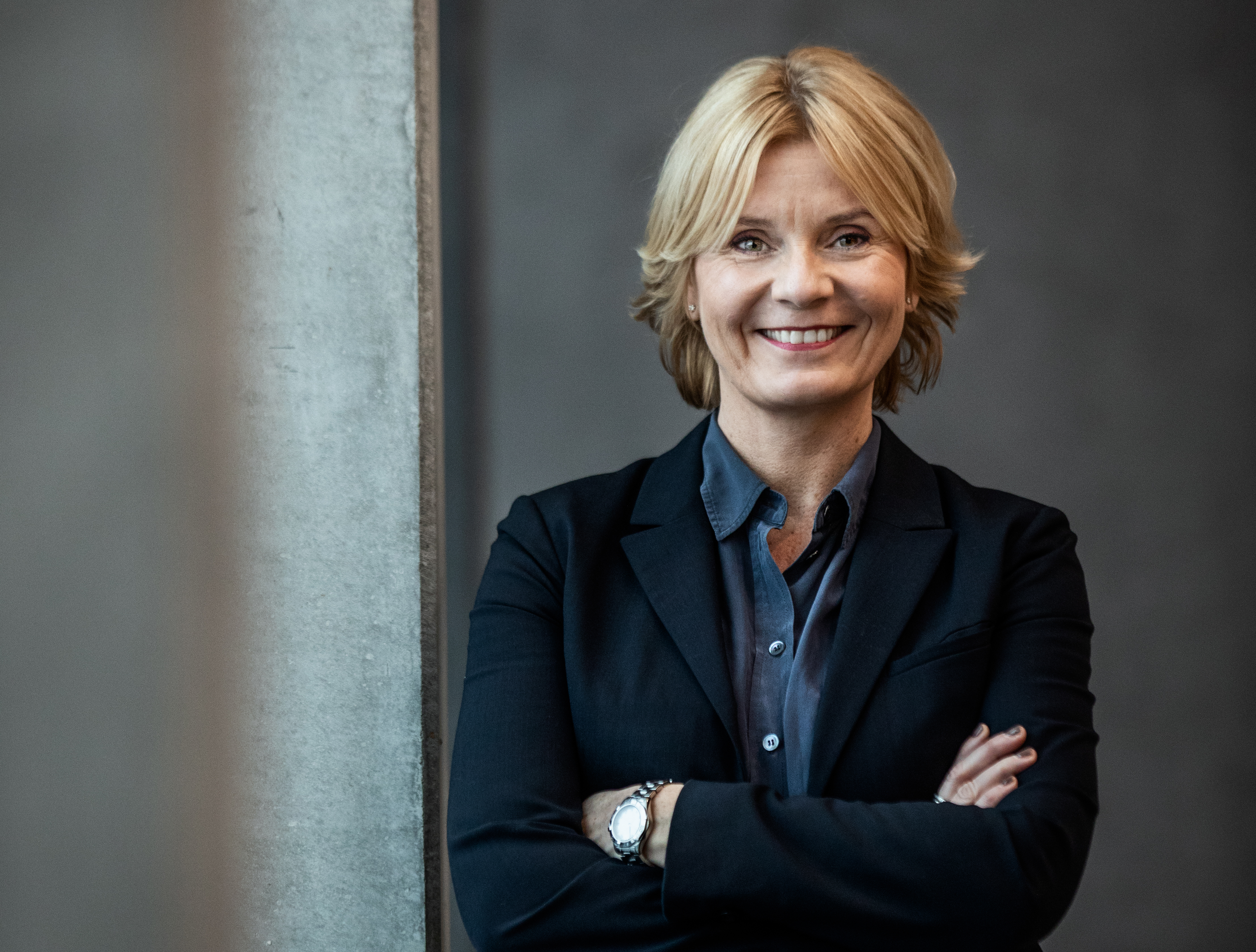
Åsa Bergman Sweco

Åsa Bergman, född  21 december 1967, är en svensk företagsledare. Hon är sedan 2018 vd samt koncernchef för Sweco.

## Biografi
Åsa Bergman avlade 1991 en civilingenjörsutbildning inom väg och vatten från KTH och anställdes av Sweco (dåvarande arkitektbyrån FFNS) direkt efter examen. Åtta år senare utsågs hon till regionchef med ansvar för Swecos projektledare i norra Sverige, innan hon 2006 blev vd för divisionen Sweco Management. 2012 tillträdde Åsa Bergman tjänsten som vd för Sweco Sverige. Under hennes tid växte den svenska organisationen från cirka 3 000 medarbetare till cirka 5 700 medarbetare. I april 2018 tillträde Åsa Bergman som vd och koncernchef för Sweco.
Tidskriften Rum har placerat Åsa som en av de mäktigaste i design- och arkitektursverige. Hon är uppmärksammad för sitt ledarskap. I Sverige har hon bland annat utsetts till Årets Ledarutvecklare av chefsorganisationen Ledarna (2012). Internationellt tilldelades hon 2017 priset Leading Women Award av World Business Council for Sustainable Development, som uppmärksammar kvinnliga ledare som visar vägen mot en jämställd och hållbar framtid
2018 utsågs Åsa Bergman till hedersdoktor vid Mittuniversitet för sitt ledarskap och arbete med teknik, jämställdhet och hållbarhet. 
År 2019 blev hon av tidningen Veckans Affärer utnämnd till Näringslivets mäktigaste kvinna.
2019 utsågs Åsa Bergman till ledamot av Nationella innovationsrådet. Tillsammans med regeringen ska ledamöterna bidra till att med innovation möta samhällsutmaningar och verka för ett långsiktigt konkurrenskraftigt och hållbart Sverige. 
År 2020 tilldelades hon IVA:s utmärkelse Guldmedaljen för gott ledarskap och utveckling inom sitt område. I motiveringen anges att hon har en stor förmåga att utveckla konsultbolaget och leda specialister inom arkitektur och teknik, och med starkt driv bygger en inkluderande företagskultur med jämställdhet och mångfald på alla nivåer, i övertygelsen om att så skapas hållbar samhällsutveckling.

## Utmärkelser
- H.M. Konungens medalj av 12:e storleken i högblått band, 28 januari 2025[9]